# Richard Butler (cantante)
Richard Butler (Kingston upon Thames, 5 giugno 1956) è un cantante e compositore britannico, fondatore del gruppo dei The Psychedelic Furs e dei Love Spit Love.
raggiunse la notorietà nei primi anni '80 come cantante principale del gruppo rock Psychedelic Furs e fondò il gruppo alternative rock Love Spit Love nei primi anni '90, durante una pausa dagli Psychedelic Furs. Butler iniziò la sua carriera da solista nel 2006 pubblicando l'album in studio omonimo Richard Butler.

## Biografia
Richard Lofthouse Butler nacque il 5 giugno 1956 a Kingston upon Thames, nel sud-ovest di Londra. Suo padre, George Butler, era un chimico ricercatore, comunista e ateo. Negli anni '70, George Butler avrebbe dovuto diventare ambasciatore scientifico in Unione Sovietica, ma un amico lo convinse che non sarebbe stato un buon posto per la sua famiglia. La madre di Butler era un'artista. Butler iniziò la scuola d'arte a Londra con l'idea di diventare pittore. Dopo la laurea, lavorò in una serigrafia, ma gli venne l'idea di formare una band.

## Carriera musicale
Butler formò gli Psychedelic Furs nel 1977 con il fratello bassista Tim Butler. Secondo Butler, gli Psychedelic Furs iniziarono a provare nel salotto di casa, ma furono presto cacciati via a causa del troppo rumore. Insieme al chitarrista John Ashton, al chitarrista Roger Morris, al batterista Vince Ely e al sassofonista Duncan Kilburn, la band ottenne rapidamente un grande successo commerciale.
Gli Psychedelic Furs si sciolsero all'inizio degli anni '90 e Butler divenne il fondatore e cantante dei Love Spit Love. Nel 2000 dichiarò che i Love Spit Love erano "entrati in remissione".. Una versione troncata della cover dei LSL della hit "How Soon Is Now?" degli The Smiths, registrata per la colonna sonora di Giovani streghe viene riprodotta durante i titoli di testa della serie TV "Streghe". Ha anche cantato come coro in I Am Anastasia della band americana Sponge. Am I Wrong dei Love Spit Love è stata la colonna sonora dei titoli di testa del film "Angus" del 1995.
Nel 2001, gli Psychedelic Furs si sono riformati dopo una pausa di nove anni e da allora hanno tenuto tournée in tutto il mondo.
All'inizio del 2006, Butler pubblicò l'omonimo album solista intitolato Richard Butler, una raccolta di canzoni dedicate al suo defunto padre, George Butler, e anche al padre di Jon Carin, Arthur A. Carin (Carin collaborò con Richard Butler per l'uscita, essendo coautore e arrangiatore di gran parte della musica). Nel 2014, Butler ha realizzato una cover di She di Charles Aznavour per il teaser trailer di Gone Girl.
Butler ha co-scritto "Ghosts Again" con Martin Gore, il primo singolo tratto dall'album dei Depeche Mode Memento mori, pubblicato il 9 febbraio 2023. Ha anche co-scritto altre tre canzoni di quell'album.

## Vita privata
Richard Butler ha una figlia, Maggie Mozart Butler (nata nel settembre 1997) avuta da una precedente relazione. Nel settembre 2020 Butler ha sposato la modella e attrice Erika Anderson, nota per Nightmare 5 - Il mito, Zandalee e I segreti di Twin Peaks.
Attualmente vive nel Connecticut

## Pittura
Richard Butler ha studiato pittura alla Epsom School of Art and Design. All'inizio degli anni 2000, Richard Butler ritornò alla pittura e iniziò a esporre le sue opere negli Stati Uniti e in Europa. Preferisce definirsi un pittore che canta, piuttosto che un cantante che dipinge. Ha tenuto mostre personali a New York, Miami (Aliona Ortega Fine Art), e Firenze. Una delle sue opere, Girl with a Map, è stata utilizzata come copertina di un CD.

## Discografia
Solista
- Richard Butler (2006)

The Psychedelic Furs
- The Psychedelic Furs (1980)
- Talk Talk Talk (1981)
- Forever Now (1982)
- Mirror Moves (1984)
- Midnight to Midnight (1987)
- Book of Days (1989)
- World Outside (1991)
- Made of Rain (2020)

Love Spit Love
- Love Spit Love (1994)
- Trysome Eatone (1997)